# Cylindroiulus toscanus
Cylindroiulus toscanus är en mångfotingart som beskrevs av Carl Graf Attems 1927. Cylindroiulus toscanus ingår i släktet Cylindroiulus och familjen kejsardubbelfotingar. Inga underarter finns listade i Catalogue of Life.